# 유안 (양구공후)
유안(劉安, ? ~ 기원전 164년)은 전한 전기의 제후로, 제도혜왕의 아들이다.

## 행적
문제 4년(기원전 175년), 양구후(楊丘侯)에 봉해졌다.
문제 16년(기원전 164년)에 죽으니 시호를 공이라 하였고, 작위는 아들 유언이 이었다.
양구후는 제도혜왕의 왕자후 중 유일하게 《사기》에서는 누락된 작위로, 《한서》에서만 보인다.

## 출전
- 반고, 《한서》 권15상 왕자후표 上

| 선대 (첫 봉건) | 전한의 양구후 기원전 175년 5월 갑인일 ~ 기원전 164년 | 후대 아들 유언 |